# Ortygornis
Az Ortygornis a madarak osztályának tyúkalakúak (Galliformes) rendjébe és a fácánfélék (Phasianidae) családjába tartozó nem.

## Rendszerezés
Besorolásuk vitatott, egyes rendszerezők a Francolinus nembe sorolják az ide tartozó fajokat is, később egy fajukat átsorolták a monotipikus Dendroperdix nembe, a két faj pedig maradt a Francolinus nemben.
Egy 2020-ban lezajlott tanulmány megállapította, hogy a jelenleg idesorolt 3 faj filogenetiai tulajdonságaik alapján eléggé elkülönül ahhoz, hogy létrehozzanak egy új nemet a számukra.  A Nemzetközi Ornitológia Szövetség elfogadta az új besorolást.
A nembe az alábbi 3 faj tartozik:
- bóbitás frankolin (Ortygornis sephaena), korábban (Dendroperdix sephaena vagy Francolinus sephaena)
- szürke fogolyfürj (Ortygornis pondicerianus), korábban (Francolinus pondicerianus)
- mocsári frankolin (Ortygornis gularis), korábban (Francolinus gularis)